# San Pelegrín
San Pelegrín es una localidad de la comarca Somontano de Barbastro que pertenece al municipio de Alquézar en la Provincia de Huesca (España).

## Historia
La primera cita del lugar es en el siglo XVI, recogida en la obra de Antonio Durán Godiol Geografía medieval de los obispados de Jaca y Huesca (Huesca, 1962), y documenta las formas Sanct Pelegrín y Sanct Plerín.

## Monumentos
- Iglesia parroquial.[4]